# Comité Paralímpico de Nigeria
El Comité Paralímpico de Nigeria es el comité paralímpico nacional que representa a Nigeria. Esta organización es la responsable de las actividades deportivas paralímpicas en el país. Es miembro del Comité Paralímpico Internacional y del Comité Paralímpico Africano.